# 科蒂克角
64°0′S 58°22′W / 64.000°S 58.367°W
科蒂克角（英語：Kotick Point）是南極洲的海岬，位於詹姆斯羅斯島西岸，處於霍盧施基灣南部入口處，該海岬取名自魯德亞德·吉卜林的《叢林奇譚》，現時由南極條約體系管理。